# Harmakhis Vallis
Harmakhis Vallis é um vale próximo a Hellas Planitia, em Marte. são comuns nas paredes de Harmakhis Vallis. Ravinas são comuns em algumas partes de Marte, especialmente crateras. Acredita-se que as ravinas sejam relativamente jovens por possuírem poucas ou nenhuma cratera, e elas se situam no topo de dunas de areia que são em si jovens.  Geralmente, cada ravina possui uma alcova, um canal e uma placa. Apesar de muitas ideias terem sido propostas para explicá-las, as mais populares envolvem água líquida originária de um aquífero ou impressões de antigas geleiras.